# Airaines (rivière)
Pour les articles homonymes, voir Airaines (homonymie).
L'Airaines est une rivière de la région Hauts-de-France, dans le département de la Somme, en ancienne région Picardie, et un affluent gauche du fleuve la Somme.

## Géographie

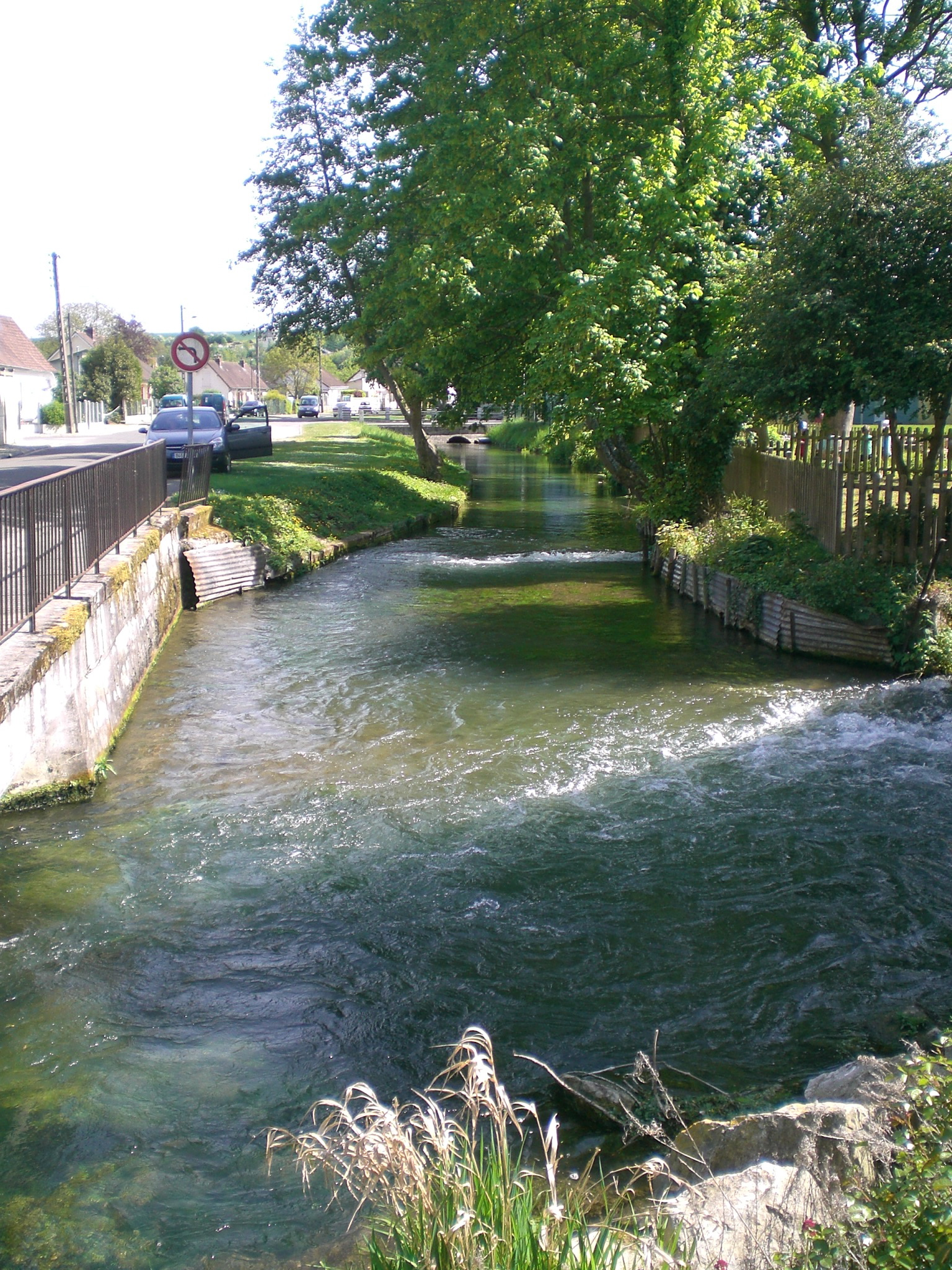
L'Airaines devant le moulin de Longpré-les-Corps-Saints.

Cette rivière prend sa source entre Métigny et Laleu dans la Somme à l'altitude 33 mètres,, près du lieu-dit les Falaises, à 1 km de l'Homelet (85 m).
Sa confluence, en rive gauche, avec la Somme est au croisement des trois communes de Longpré-les-Corps-Saints, Condé-Folie, L'Étoile à l'altitude 9 mètres,. Dans le lit majeur, l'Airaines, s'appelle pour l'Institut national de l'information géographique et forestière, l'Eauette sur 1 km juste avant de rejoindre la Somme.
C'est un cours d'eau de première catégorie avec une largeur du cours d'eau d'environ 3 à 4 mètres.

### Cantons et communes traversés
L'Airaines traverse dans la Somme les sept communes suivantes, de la source vers son confluent : Métigny, Laleu (sources), Airaines, Bettencourt-Rivière, Longpré-les-Corps-Saints (confluence avec les deux communes), Condé-Folie, L'Étoile.
En termes de canton, elle prend sa source dans le canton de Molliens-Dreuil puis conflue entre les cantons de Picquigny et d'Hallencourt, dans les deux arrondissements d'Amiens et d'Abbeville, dans les intercommunalités communauté de communes Somme Sud-Ouest, communauté d'agglomération de la Baie de Somme et communauté de communes Nièvre et Somme.

### Toponymes
L'Airaines partage son hydronyme avec la commune d'Airaines. Par contre, la commune de Quesnoy-sur-Airaines n'est pas traversée par la rivière Airaines.

### Bassin versant
L'Airaines traverse une seule zone hydrographique « Canal de la Somme de l'écluse numéro 21 Labreilloire à l'écluse numéro 22 Long » (E645) qui s'étend aussi bien au nord qu'au sud du fleuve Somme.
La superficie du bassin versant est de 245 km2 - en excluant la partie terminale dite aussi Eauette-.
Le bassin versant de l'Airaines est limité au nord par la Somme son fleuve récepteur, à l'est par le ruisseau de Saint-Landon au sud par la Bresle et à l'est par la Trie.

### Organisme gestionnaire
L'organisme gestionnaire est le Syndicat Intercommunal d'aménagement de la vallée de l'Airaines, épaulé par l'Ameva : Aménagement et Valorisation du bassin de la Somme, créé le 23 décembre 2002, EPTB depuis le 30 mai 2013

## Affluents
L'Airaines a sept tronçons affluents contributeurs référencés dont :
- la rivière de Tailly (rd[note 2]), 2,4 km, sur les quatre communes de Warlus (source), Tailly, Laleu, Métigny (confluence), toutes dans le même canton de Molliens-Dreuil. On remarque que la rivière de Tailly est plus longue que la source de l'Airaines restant à confluence.
- le ruisseau Nitrolac (rd), 0,2 km, sur la commune d'Airaines (dans le canton de Molliens-Dreuil).
- la rivière de Dreuil (rg), 4,1 km, sur les deux communes d'Allery (source) et Airaines (confluence). Elle prend sa source dans le canton d'Hallencourt pour confluer dans le canton de Molliens-Dreuil.
- la Bettencourt-Rivière (rd), 0,1 km sur la seule commune de Bettencourt-Rivière
- l'Eauette (rg), 0,6 km, -en fait un bras gauche[12]- sur la seule commune de Longpré-les-Corps-Saints.

### Rang de Strahler
Le rang de Strahler de l'Airaines est donc de deux.

## Hydrologie
Le débit moyen interannuel ou module est estimé à 1,75 m3/s. Son régime hydrologique est dit pluvial océanique.

### Crues
Des informations détaillées sont disponibles sur la vigilance concernant les crues. Les données émanent de la situation au niveau de Longpré-les-Corps-Saints.

## Aménagements et écologie
L'Airaines a fait l'objet d'un plan de gestion (achevé fin 2006 -le plan, pas les travaux-) pour "restaurer" les digues et colmater des brèches, supprimer d'anciens barrages, réaménager des passes à poissons, reboiser les berges.

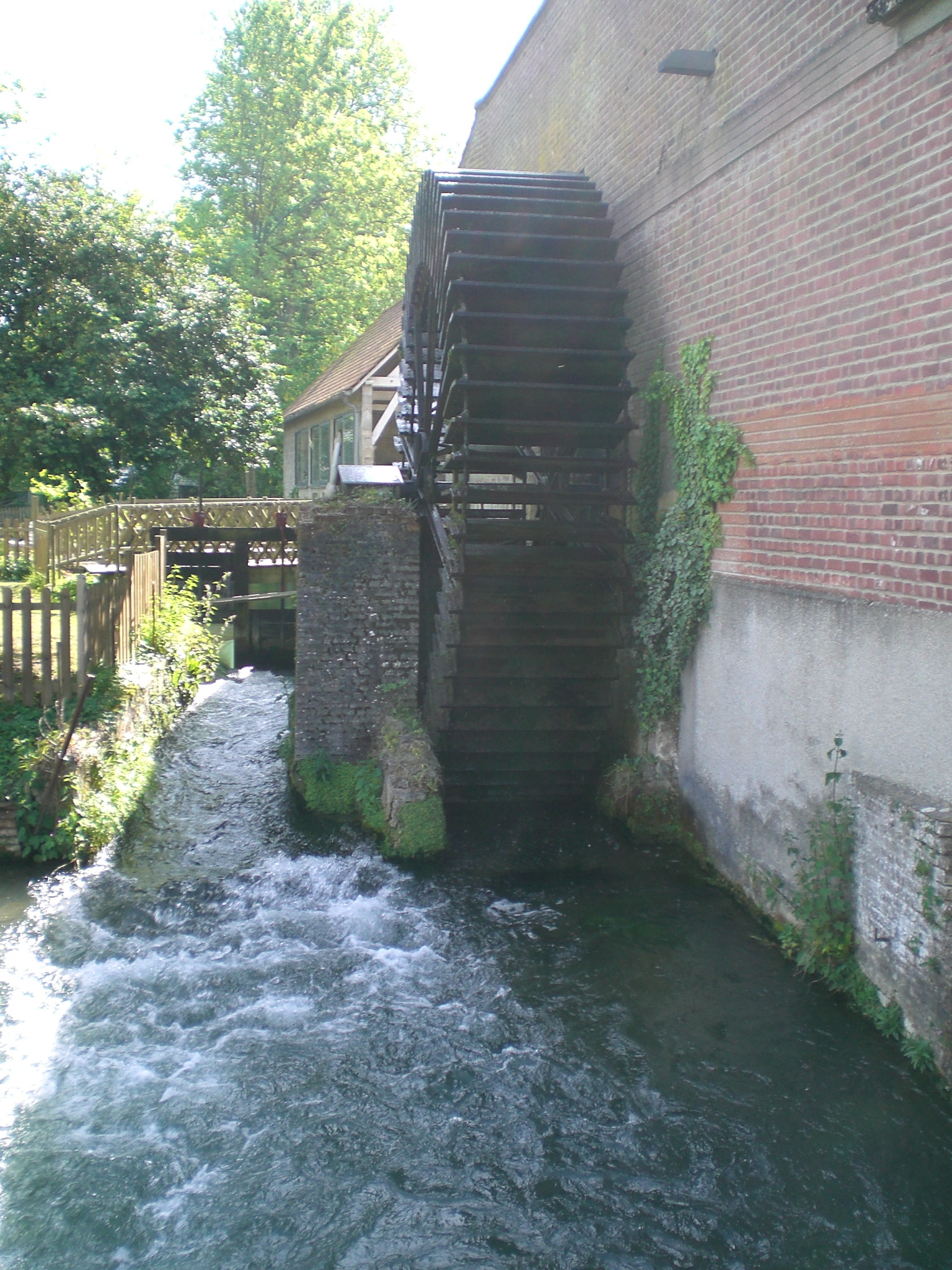
Le moulin de Longpré-les-Corps-Saints.

Un moulin à eau, à Longpré-les-Corps-Saints, est le seul rescapé des 28 moulins que comptait l'Airaines. Il fait l'objet de visites touristiques (sur réservation).
À Métigny, un élevage piscicole produit des truites.

### Écologie
L'Airaines a fait l'objet d'un plan départemental pour la protection du milieu aquatique et la gestion des ressources piscicoles de la Somme, avec trois propositions de 447 k€, 742 k€ et 1 037 k€.

### Pêche
L'Airaines est actuellement peuplée essentiellement d'anguilles et de truites.

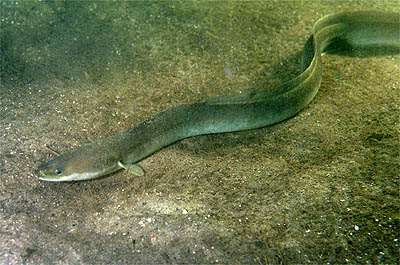
Anguille d'Europe.
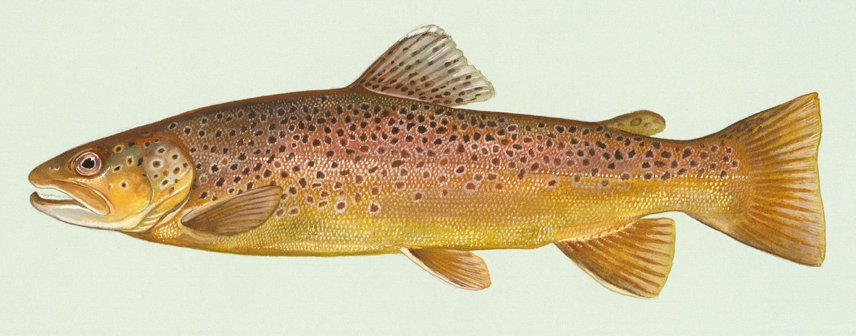
Truite.

## Galerie

Au fil de l'Airaines
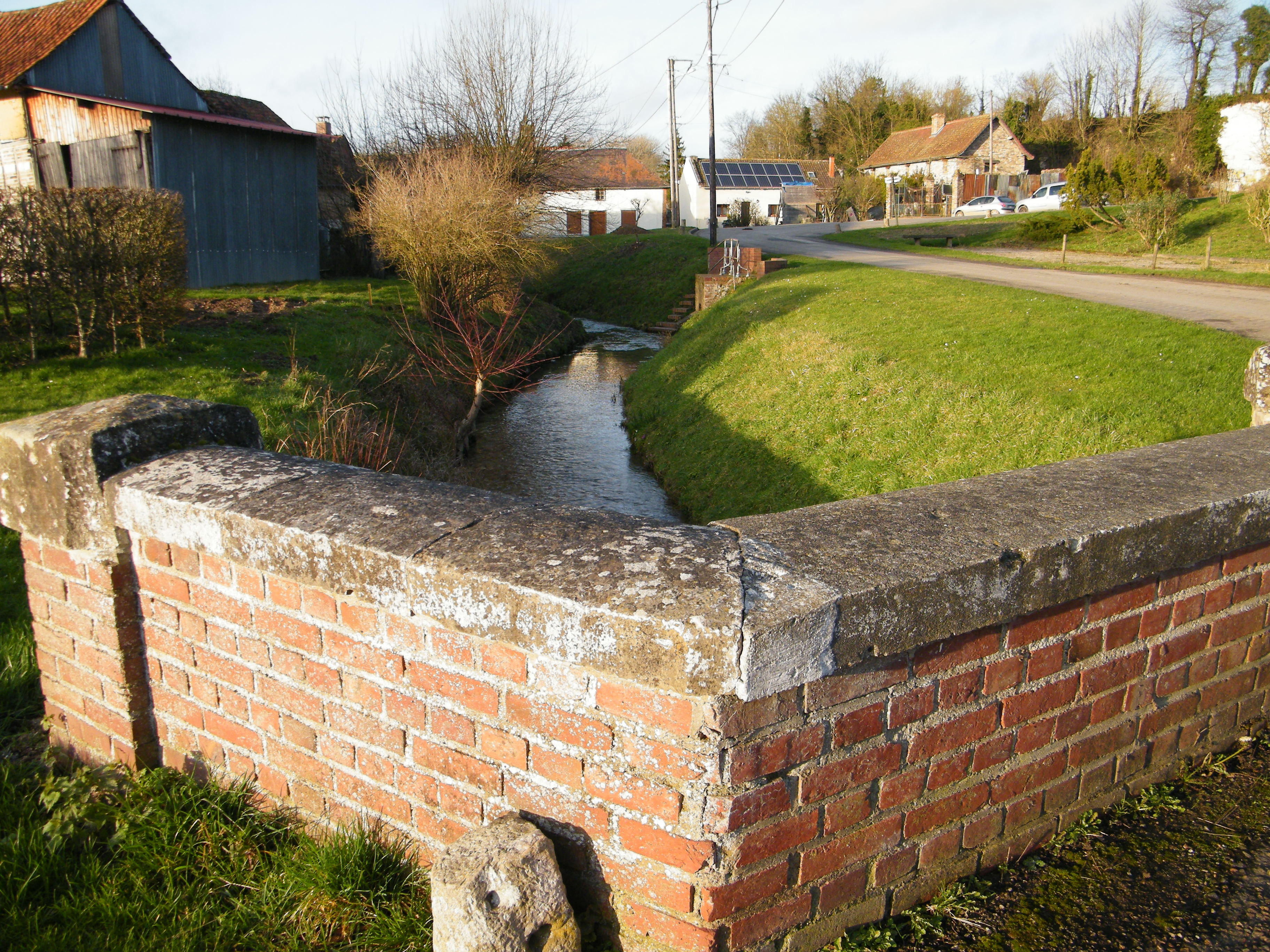
La rivière de Tailly à Laleu.
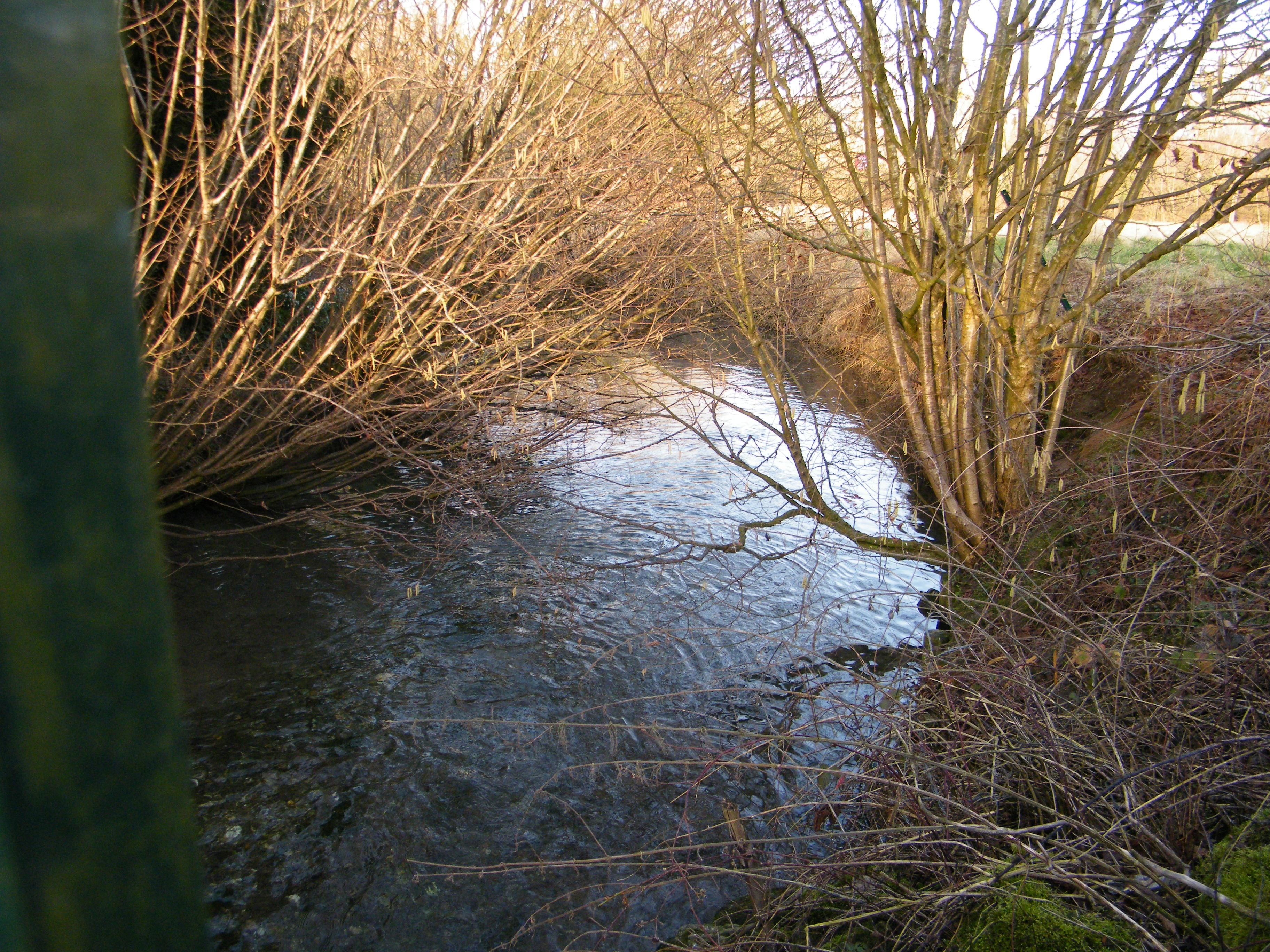
L'Airaines à Laleu.
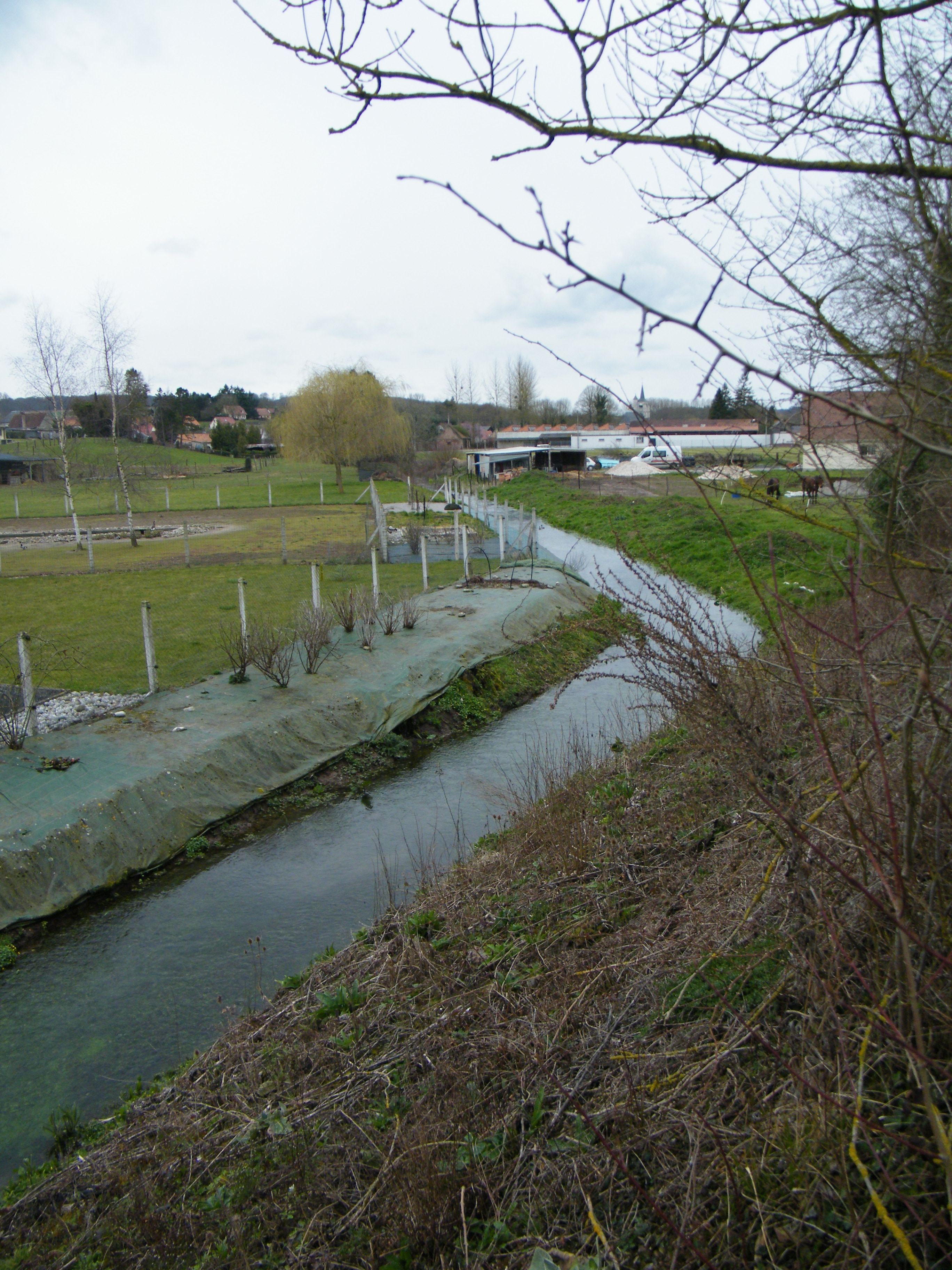
Allery, la rivière de Dreuil.
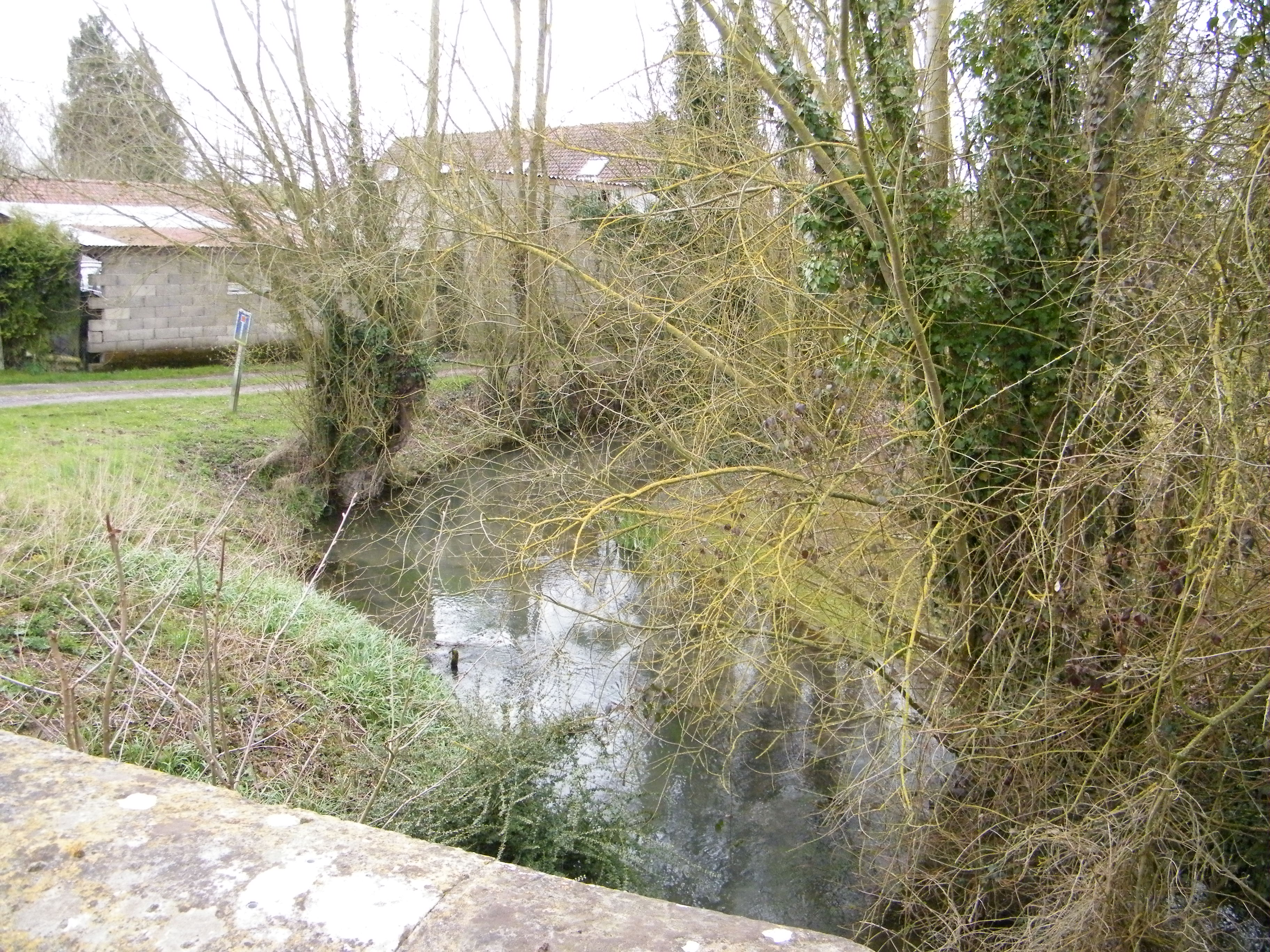
Dreuil-Hamel, la rivière de Dreuil.
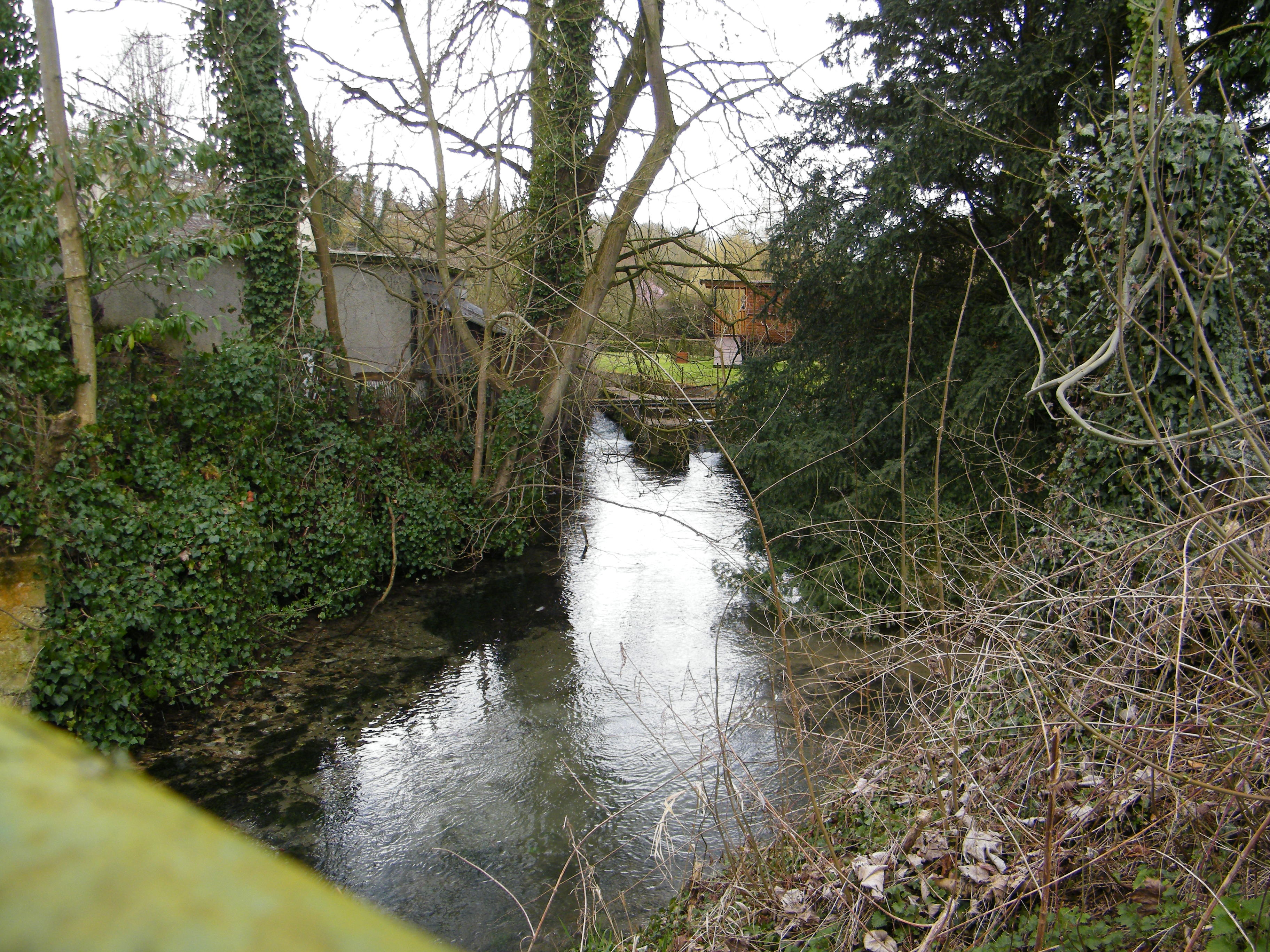
L'Airaines à Airaines.